# Parábola de los dos deudores

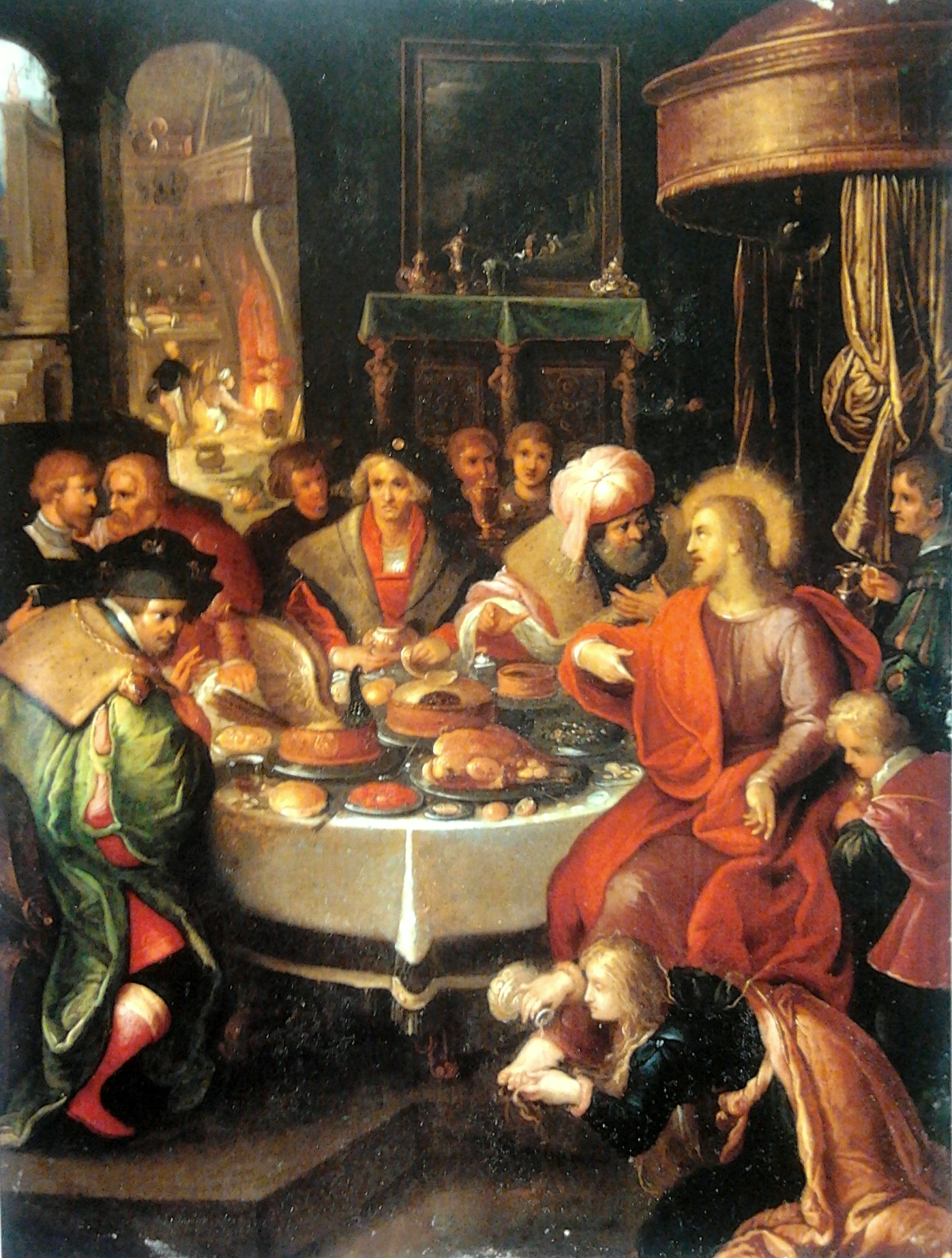
Festín en la casa de Simón, de Frans Francken el Joven.

La  parábola de los dos deudores es una de las parábolas de Jesús, que aparece en Lucas 7:36-50, donde Jesús explica que la mujer que lo ungió lo ama más que el anfitrión, debido a que sus pecados han sido perdonados.
Hay escenas similares de personas ungiendo a Jesús encontradas en Mateo 26:6-13 y Marcos 14:3-9. A su vez, esta parábola es similar a la Parábola del siervo despiadado.

## Pasaje
La parábola, junto con su contexto, es la siguiente:

Un fariseo invitó a Jesús a comer, y Jesús fue a su casa. Estaba sentado a la mesa, cuando una mujer de mala fama que vivía en el mismo pueblo y que supo que Jesús había ido a comer a casa del fariseo, llegó con un frasco de alabastro lleno de perfume. Llorando, se puso junto a los pies de Jesús y comenzó a bañarlos con sus lágrimas. Luego los secó con sus cabellos, los besó y derramó sobre ellos el perfume. Al ver esto, el fariseo que había invitado a Jesús pensó: “Si este hombre fuera verdaderamente un profeta se daría cuenta de quién y qué clase de mujer es esta pecadora que le está tocando.” Entonces Jesús dijo al fariseo:

–Simón, tengo algo que decirte. 

–Dímelo, Maestro –contestó el fariseo. 
 
Jesús siguió: 

–Dos hombres debían dinero a un prestamista. Uno le debía quinientos denarios, y el otro cincuenta: pero, como no le podían pagar, el prestamista perdonó la deuda a los dos. Ahora dime: ¿cuál de ellos le amará más?
 
Simón le contestó: 

–Me parece que aquel a quien más perdonó. 
 
Jesús le dijo: 

–Tienes razón. 

Y volviéndose a la mujer, dijo a Simón: 

–¿Ves esta mujer? Entré en tu casa y no me diste agua para los pies; en cambio, esta mujer me ha bañado los pies con lágrimas y los ha secado con sus cabellos. No me besaste, pero ella, desde que entré, no ha dejado de besarme los pies. No derramaste aceite sobre mi cabeza, pero ella ha derramado perfume sobre mis pies. Por esto te digo que sus muchos pecados le son perdonados, porque amó mucho; pero aquel a quien poco se perdona, poco amor manifiesta. 

Luego dijo a la mujer: 

–Tus pecados te son perdonados. 

Lucas 7:36-48, Dios Habla Hoy

El denario era una moneda con la cual se pagaba una jornada diaria de trabajo. En la tradición católica la mujer es identificada como María Magdalena, aunque la Iglesia ortodoxa y  generalmente las protestantes discrepan. Para los estándares de la época, Simón había sido de hecho un mal anfitrión: como mínimo, debió ofrecerle a Jesús agua para lavarse sus pies polvosos; y darle un beso hubiese sido una cortesía normal.

## Interpretación

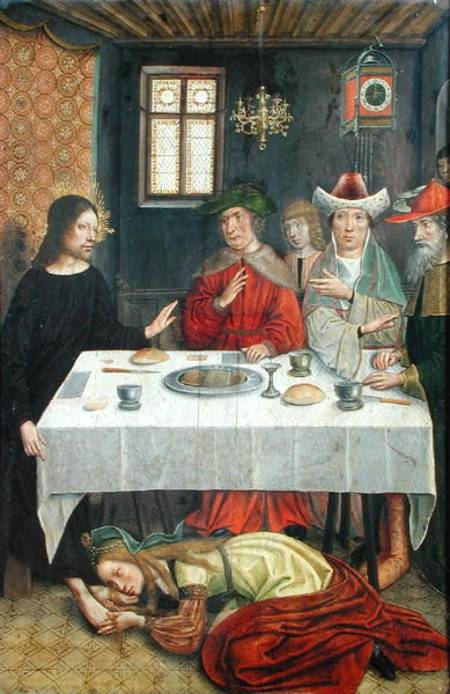
La comida en la casa de Simón el fariseo,.

La parábola fue usada para enseñarle a Simón a ver a la mujer de la forma en la que Jesús lo hace. La descripción de la mujer da a entender que es presuntamente una conocida prostituta, aunque algunos discrepan. Al responder a los pensamientos de Simon, Jesús demuestra tener las habilidades proféticas de las que duda el fariseo, mientras que la parábola invita a Simón a reconsiderar el significado de las acciones de la mujer y a verla como la ve Jesús: como una mujer llena de amor.
Juan Calvino escribió sobre esta parábola que Jesús no pone al amor como la causa del perdón, sino como la prueba de éste:
«La similitud es tomada del caso de un deudor, al cual se le ha perdonado una deuda de 500 centavos. No dice que la deuda es perdonada porque amó mucho, sino que amó mucho porque fue perdonado […] Ese amor es una expresión de gratitud por el beneficio recibido.»
Ambrosio de Milán, sin embargo, pone al amor de la mujer como la condición de su perdón:
«El hombre pecador debe desear el perdón, debe buscarlo con lágrimas y gemidos, debe buscarlo con la ayuda de las lágrimas de todas las personas, debe implorar perdón […] Debe sujetar los pies de la fe con sus brazos, besarlos, lavarlos con sus lágrimas, y no dejarlos ir, para que así el Señor Jesús pueda decirle: “Sus pecados que son muchos son perdonados, porque amó mucho.»
La interpretación de Calvino parece ser la más respaldada por la naturaleza de la parábola y por el texto en griego, en el cual “porque amó mucho” puede ser interpretado como el resultado, en vez de la causa para ser perdonada. Muchas traducciones modernas, tanto protestantes como católicas y en diversos idiomas, reescriben el versículo 47 para hacer dicha aclaración:

Me ama mucho porque sabe que sus muchos pecados ya están perdonados. En cambio, al que se le perdonan pocos pecados, ama poco
 Traducción al lenguaje actual (TLA)

Por eso te digo que, si demuestra tanto amor, es porque le han sido perdonados sus muchos pecados. A quien poco se le perdona, poco amor manifiesta
 La Palabra (Hispanoamérica)(BLPH) y también La Palabra (España)(BLP)

## En el arte

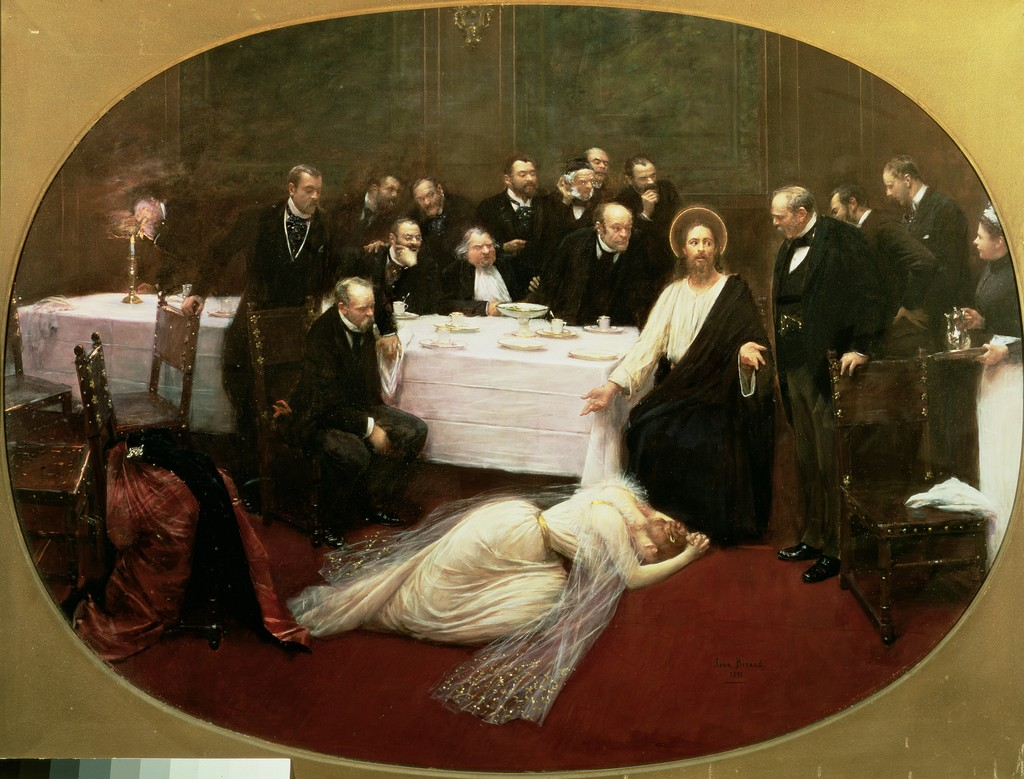
Santa María Magdalena en la casa de Simón el fariseo (1891), Jean Béraud.

Mientras la parábola raramente aparece en el capo artístico, existen numerosas representaciones sobre el ungimiento hechas por Sandro Botticelli, Antonio Campi, Dirk Bouts, Onofrio Avellino, Cigoli, Nicolas Poussin, Bernardo Strozzi, y Peter Paul Rubens, entre otros. En algunas pinturas, la mujer se muestra con una vestimenta amarilla, lo cual denota su profesión de prostituta 
          
La pintura Jean Béraud trajo la parábola al siglo XIX, con la prostituta arrepentida siendo representada por la famosa cortesana Liane de Pougy, quien eventualmente se volvió terciaria dominica.
La parábola es incluida en obras de misterio medievales y posteriores sobre María Magdalena, como en la obra de Lewis Wager de 1550–1566.